# Čínská lidová banka
Čínská lidová banka (čínsky v českém přepisu čung-kuo žen-min jin-chang, pchin-jinem zhōngguó rénmín yínháng, znaky zjednodušené 中国人民银行, tradiční 中國人民銀行) je centrální banka Čínské lidové republiky. Byla založena 1. prosince 1948 a původně sídlila v Š’-ťia-čuangu v Che-peji, ale od roku 1949 sídlí v Pekingu. Vydává čínskou měnu žen-min-pi. Jejím guvernérem je od března 2018 I Kang.

## Vedení
V čele banky stojí guvernér, kterého do funkce jmenuje (a z funkce také odvolává) prezident Čínské lidové republiky. Kandidáta na guvernéra přitom navrhuje premiér Čínské lidové republiky a schvaluje jej Všečínské shromáždění lidových zástupců, respektive Stálý výbor Všečínského shromáždění lidových zástupců. Viceguvernéry jmenuje a odvolává premiér.